# Hemicycla flavistoma
Hemicycla flavistoma is een slakkensoort uit de familie van de Helicidae. De wetenschappelijke naam van de soort is voor het eerst geldig gepubliceerd in 1991 door Ibanez & Alonso.